# Кубок Лихтенштейна по футболу 2018/2019
Кубок Лихтенштейна по футболу 2018/19 (нем. Liechtensteiner Cup 2018/19) — 74-й сезон ежегодного футбольного соревнования в Лихтенштейне. Победитель кубка квалифицируется в квалификационный раунд Лиги Европы УЕФА 2019/20. Обладателем кубка в 47-й раз стал Вадуц.

## Первый раунд
Матчи состоялись 21, 22 и 28 августа. В первом раунде участвовали 6 команд.
| Хозяева        | Счёт | Гости           |
| -------------- | ---- | --------------- |
| Тризенберг     | 4:1  | Бальцерс II     |
| Шан II Аццурри | 0:3  | Руггелль II     |
| Тризенберг II  | 1:2  | Эшен-Маурен III |

## Второй раунд
Матчи состоялись 12 и 25 сентября. Во втором раунде участвуют 8 команд. 
| Хозяева         | Счёт | Гости          |
| --------------- | ---- | -------------- |
| Тризен          | 0:1  | Эшен-Маурен II |
| Руггелль II     | 4:1  | Бальцерс III   |
| Тризен II       | 1:5  | Шан            |
| Эшен-Маурен III | 0:4  | Тризенберг     |

## 1/4 финала
Матчи 1/4 финала состоялись 23, 24 октября и 7 ноября. В 1/4 финала участвуют 8 команд.
| Хозяева        | Счёт | Гости       |
| -------------- | ---- | ----------- |
| Тризенберг     | 1:5  | Эшен-Маурен |
| Руггелль II    | 0:3  | Шан         |
| Эшен-Маурен II | 1:5  | Руггелль    |
| Бальцерс       | 1:2  | Вадуц       |

## 1/2 финала
Матчи 1/2 финала состоялись 9 апреля.
| Хозяева     | Счёт               | Гости    |
| ----------- | ------------------ | -------- |
| Эшен-Маурен | 0:1                | Вадуц    |
| Шан         | 0:1 (в доп. время) | Руггелль |

## Финал
Финал состоялся 1 мая 2019 года.
| Хозяева | Счёт | Гости    |
| ------- | ---- | -------- |
| Вадуц   | 3:2  | Руггелль |